# Asian Le Mans Series
Asian Le Mans Series är ett asiatiskt mästerskap för sportvagnar. Det efterträder Japan Le Mans Challenge som lades ned 2007, efter endast två säsonger.

## Historia

### Asian-Pacific Le Mans Series
Sportvagnsracing var populärt i Japan under Grupp C-eran på 1980-talet, då inhemska tillverkare tävlade med sina mer namnkunniga europeiska konkurrenter i All Japan Sports Prototype Championship (JSPC). När JSPC lades ned efter 1992 försvann sportvagnsprototyperna vilket öppnade för Don Panoz och Automobile Club de l'Ouest (ACO) att försöka starta upp Asian-Pacific Le Mans Series, liknande American Le Mans Series. 1999 kördes Fuji 1000 km på Fuji International Speedway för första gången sedan sportvagns-VM lagts ned. 2000 kördes ett lopp på Adelaide Street Circuit i Australien, men därefter rann det hela ut i sanden på grund av brist på deltagare.

### Japan Le Mans Challenge
2006 gjordes ett nytt försök att starta upp en sportvagnsserie i Japan, kallad Japan Le Mans Challenge. Serien avvecklades efter två säsonger, återigen på grund av brist på deltagare.

### Asian Le Mans Series
Hösten 2009 kördes det första loppet i Asian Le Mans Series på Okayama International Circuit i Japan. Det följdes av enstaka lopp i Intercontinental Le Mans Cup under 2010 och 2011. 2013 återkom serien med en full säsong om fyra deltävlingar.

## Säsonger och mästare
| Säsong  | Säsong | LMP1                                            | LMP2                                           |                                                  | GT1                                         | GT2                                          |
| ------- | ------ | ----------------------------------------------- | ---------------------------------------------- | ------------------------------------------------ | ------------------------------------------- | -------------------------------------------- |
| 2009    | Team   | Sora Racing                                     | OAK Racing/Team Mazda France                   |                                                  | JLOC                                        | Hankook Team Farnbacher                      |
| 2009    | Förare | Christophe Tinseau Shinji Nakano                | Jacques Nicolet Matthieu Laheye Richard Hein   |                                                  | Atsushi Yogo Hiroyuki Iiri                  | Dominik Farnbacher Allan Simonsen            |
|         |        | LMP2                                            | LMP3                                           | CN                                               | GTE                                         | GTC                                          |
| 2013    | Team   | OAK Racing                                      |                                                |                                                  | Team Taisan Ken Endless                     | AF Corse                                     |
| 2013    | Förare | David Cheng                                     |                                                |                                                  | Akira Iida Shogo Mitsuyama Naoki Yokomizo   | Andrea Bertolini Michele Rugolo Steve Wyatt  |
| 2014    | Team   | OAK Racing                                      |                                                | Craft-Bamboo Racing                              | AAI-Rstrada                                 |                                              |
| 2014    | Förare | David Cheng Ho-Pin Tung                         |                                                | Kevin Tse                                        | Jun San Chen Tatsuya Tanigawa               |                                              |
| 2015-16 | Team   | Race Performance                                | DC Racing                                      | Avelon Formula                                   | Clearwater Racing                           | KCMG                                         |
| 2015-16 | Förare | Nicolas Leutwiler                               | David Cheng Ho-Pin Tung                        | Denis Lian Giorgio Maggi                         | Weng Sun Mok Keita Sawa Rob Bell            | Paul Ip                                      |
| 2016-17 | Team   | Algarve Pro Racing                              | Tockwith Motorsports                           |                                                  | DH Racing                                   | TKS                                          |
| 2016-17 | Förare | Andrea Roda                                     | Philip Hanson Nigel Moore                      |                                                  | Michele Rugolo                              | Takuma Aoki Shinyo Sano                      |
| 2017-18 | Team   | Jackie Chan DC Racing                           | Jackie Chan DC Racing                          |                                                  | FIST-Team AAI                               | Team NZ                                      |
| 2017-18 | Förare | Thomas Laurent Harrison Newey Stéphane Richelmi | Patrick Byrne Guy Cosmo                        |                                                  | Jun-San Chen Jesse Krohn                    | Will Bamber Graeme Dowsett                   |
| 2018-19 | Team   | United Autosports                               | Inter Europol Competition                      |                                                  | CarGuy Racing                               | Modena Motorsports                           |
| 2018-19 | Förare | Philip Hanson Paul di Resta                     | Martin Hippe Jakub Smiechowski                 |                                                  | James Calado Kei Cozzolino Takeshi Kimura   | Philippe Descombes Benny Simonsen            |
|         |        | LMP2                                            | LMP2 Am                                        | LMP3                                             | GT                                          | GT Am                                        |
| 2019-20 | Team   | G-Drive Racing with Algarve                     | Rick Ware Racing                               | Nielsen Racing                                   | HubAuto Corsa                               | Astro Veloce Motorsport                      |
| 2019-20 | Förare | James French Roman Rusinov Léonard Hoogenboom   | Cody Ware                                      | Colin Noble Tony Wells                           | Marcos Gomes                                | Li Lin Zhiwei Lu                             |
| 2021    | Team   | G-Drive Racing                                  | Era Motorsport                                 | United Autosports                                | Precote Herberth Motorsport                 | Rinaldi Racing                               |
| 2021    | Förare | René Binder Ferdinand von Habsburg Ye Yifei     | Andreas Laskaratos Dwight Merriman Kyle Tilley | Wayne Boyd Manuel Maldonado Rory Penttinen       | Julien Andlauer Alain Ferté Axcil Jefferies | Christian Hook Patrick Kujala Manuel Lauck   |
| 2022    | Team   | Nielsen Racing                                  | Graff Racing                                   | CD Sport                                         | Inception Racing with Optimum Motorsport    | SPS Automotive Performance                   |
| 2022    | Förare | Matt Bell Ben Hanley Rodrigo Sales              | David Droux Sébastien Page Eric Trouillet      | Christophe Cresp Antoine Doquin Steven Palette   | Ben Barnicoat Brendan Iribe Ollie Millroy   | Mikael Grenier John Loggie Valentin Pierburg |
| 2023    | Team   | DKR Engineering                                 |                                                | Graff Racing                                     | Walkenhorst Motorsport                      |                                              |
| 2023    | Förare | Charlie Eastwood Ayhancan Güven Salih Yoluç     |                                                | François Heriau Xavier Lloveras Fabrice Rossello | Nicky Catsburg Chandler Hull Thomas Merrill |                                              |
| 2023-24 | Team   | CrowdStrike Racing by APR                       |                                                | Cool Racing                                      | Pure Rxcing                                 |                                              |
| 2023-24 | Förare | Colin Braun Malthe Jakobsen George Kurtz        |                                                | Alexander Bukhantsov James Winslow               | Klaus Bachler Alex Malykhin Joel Sturm      |                                              |